# ديفيد كارتر (لاعب كرة قدم أمريكية أمريكي)
ديفيد كارتر (بالإنجليزية: David Carter)‏ هو لاعب كرة قدم أمريكية أمريكي، ولد في 10 ديسمبر 1987 في لوس أنجلوس في الولايات المتحدة.

## وصلات خارجية
- دايفيد كارتر على موقع مرجع كرة القدم المحترفة.كوم (الإنجليزية)